# Marco d’Oggiono

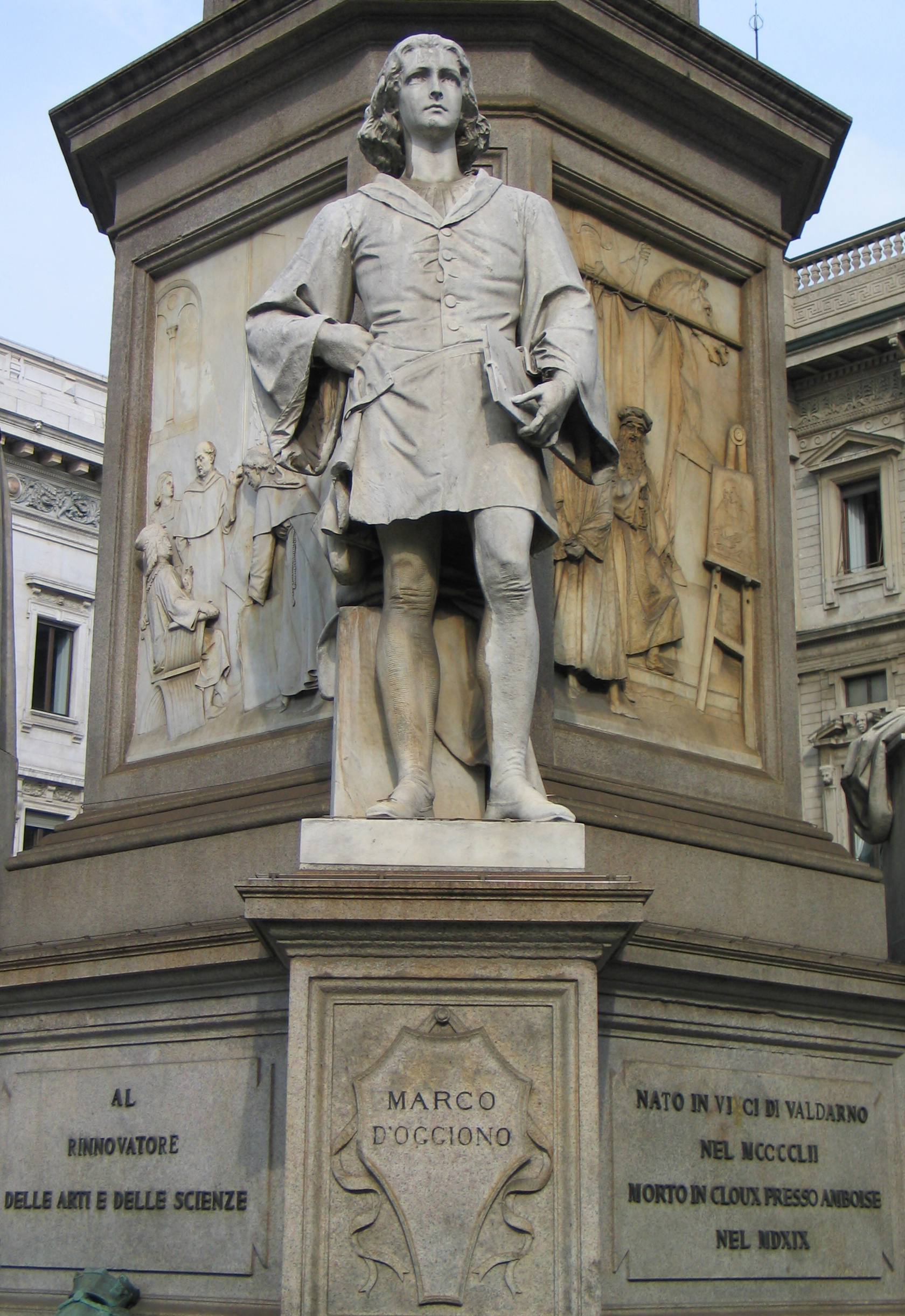
Standbeeld van de schilder

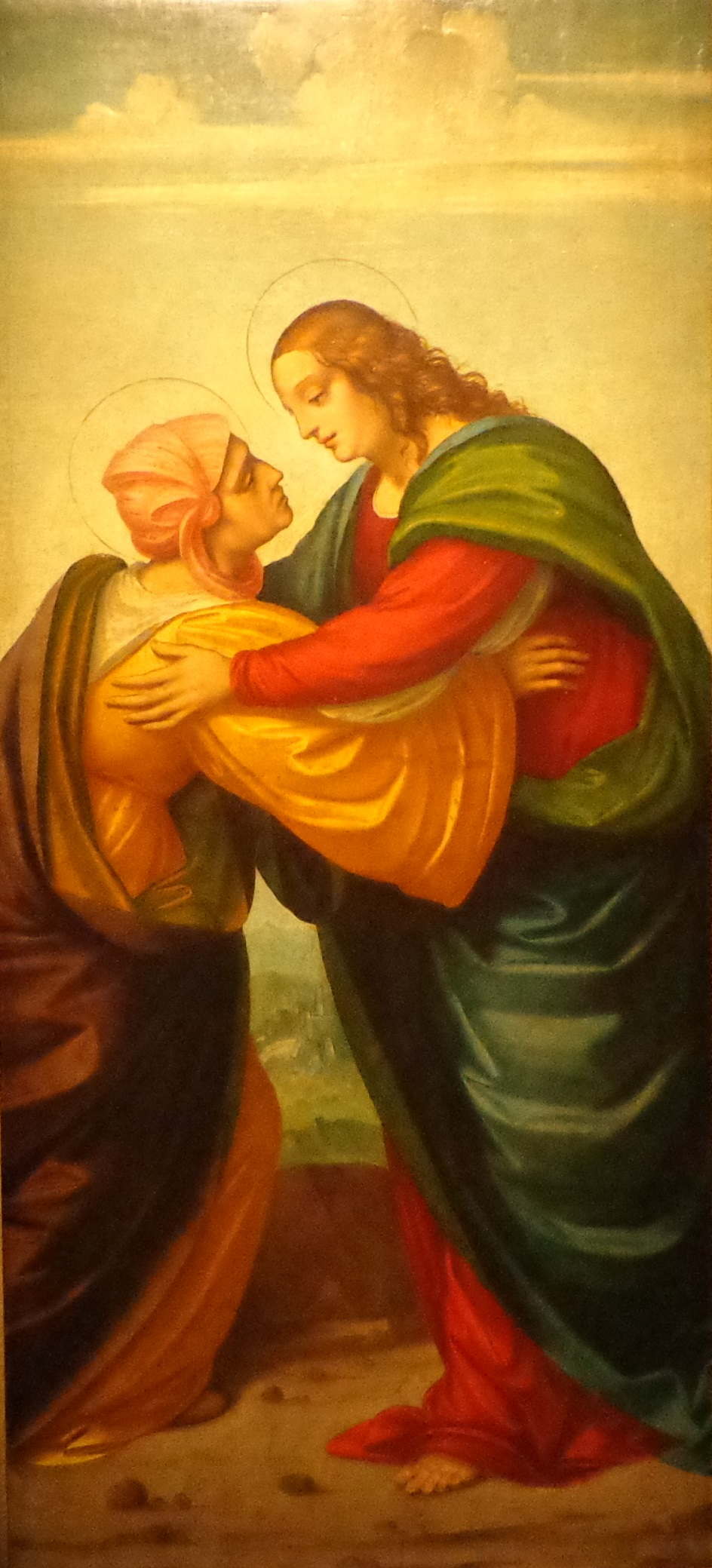
"La Visitazione" van Marco d’Oggiono, begin 16e eeuw

Marco d’Oggiono (Oggiono, 1475 - Milaan, 1530) was een Italiaans kunstschilder uit de Italiaanse renaissance en een van de vele leerlingen van Leonardo da Vinci.
- Auckland Art Gallery Toi o Tāmaki: 2187
- Gemeinsame Normdatei: 124255833
- Library of Congress Control Number: n88642731
- Nationale Bibliotheek van Israël: 987009441079205171
- RKD-Nederlands Instituut voor Kunstgeschiedenis: 60347
- Union List of Artist Names: 500019724
- Virtual International Authority File: 30466157
- WorldCat: E39PCjyTJxYDrW3yhxQGVTkRrq